# یواس‌اس مونارچ (۱۸۶۲)
یواس‌اس مونارچ (۱۸۶۲) (به انگلیسی: USS Monarch (1862)) یک کشتی بود که طول آن ۱۸۰ فوت (۵۵ متر) بود.